# Voyage to the Planet of Prehistoric Women
Pour plus de détails, voir Fiche technique et Distribution.
Voyage to the Planet of Prehistoric Women est un film américain réalisé par Peter Bogdanovich, sorti en 1968 adapté du film soviétique de science-fiction réalisé par Pavel Klouchantsev, sorti en 1962 La Planète des tempêtes,.

## Synopsis
Des astronautes atterrissant sur Vénus tuent une créature volante qui ressemble à un ptérosaure, vénéré comme un dieu par les femmes locales. Celles-ci tentent de tuer les astronautes au moyen de leurs pouvoirs surhumains, mais échouent finalement. Les astronautes finissent par s'échapper de Vénus, et leur robot, abandonné car endommagé par une coulée de boue volcanique, devient, dans un dénouement inattendue, le nouveau dieu des femmes.

## Fiche technique
- Titre : Voyage to the Planet of Prehistoric Women
- Réalisation : Peter Bogdanovich
- Scénario : Henry Ney
- Producteur(s) : Norman D. Wells, Roger Corman
- Musique : Keith Benjamin
- Photographie : Flemming Olsen
- Montage : Bob Collins
- Narration : Peter Bogdanovich
- Studio : The Filmgroup
- Distribution : AIP-TV
- Durée : 78 minutes
- Langue : anglais
- Pays de production : États-Unis
- Format : Couleurs - Mono
- Genre : science-fiction
- Date de sortie : 1968

## Distribution
- Mamie Van Doren : Moana
- Mary Marr : Verba
- Paige Lee : Twyla
- Margot Hartman : Mayaway
- Irene Orton : Meriama
- Pam Helton : Wearie
- Frankie Smith : femme de Venus
- James David : capitaine Alfred Kern
- Aldo Romani : astronaute Andre Freneau
- Roberto Martelli : capitaine William Lockhart
- Ralph Phillips : astronaute Howard Sherman
- Murray Gerard : astronaute Hans Walters